# Renault 8/10
Renault 8 (Renault R8 până în 1964) și Renault 10 sunt două mașini de familie mici cu motor spate și tracțiune spate comercializate de producătorul francez de automobile Renault în anii 1960 și începutul anilor 1970.
8 a fost lansat în 1962, iar 10, o versiune mai de lux a lui 8, a fost lansat în 1965. Renault 8 și-a încetat producția și vânzările în Franța în 1973. Până atunci, Renault 10 fusese deja înlocuit, cu doi ani mai devreme, de Renault 12 cu tracțiune față.
Renault 8 a fost produs sub licență în mai multe țări, așa cum sunt Bulgaria, Austria, Mexic, Venezuela și România.

## Istoric

### În România
În România modelul a fost produs sub licență Renault 8 și purta numele comercial de Dacia 1100, sau "Dacia Ritanghelă", fiind primul model al constructorului de automobile Dacia.